# Francesca Hayward
Francesca Hayward, född i juli 1992 i Nairobi, är en engelsk skådespelerska och balettdansös. Hon spelade huvudrollen som "Victoria" i filmen Cats år 2019.